# Katriin Saar
Katriin Saar (* 11. März 2002) ist eine estnische Tennisspielerin.

## Karriere
Saar spielt bislang vorrangig auf der ITF Women’s World Tennis Tour, wo sie bisher zwei Titel im Doppel gewinnen konnte.
2017 gewann sie die Orange Bowl der U16.
Für die estnische Fed-Cup-Mannschaft hat sie seit dem Jahr 2018 bislang vier Einzel und fünf Doppel bestritten, von denen sie keines gewinnen konnte.

## Turniersiege

### Doppel
| Nr. | Datum          | Turnier     | Kategorie   | Belag | Partnerin   | Finalgegnerinnen                 | Ergebnis         |
| --- | -------------- | ----------- | ----------- | ----- | ----------- | -------------------------------- | ---------------- |
| 1.  | 21. Juli 2018  | Pärnu       | ITF $15.000 | Sand  | Saara Orav  | Adelina Baravi Elina Vikhrianova | 6:4, 6:2         |
| 2.  | 6. August 2022 | Savitaipale | ITF W15     | Sand  | Anet Koskel | Miriana Tona Ani Wangelowa       | 5:7, 6:3, [10:2] |